# Firmin Schmidt
Firmin Martin Schmidt (ur. 12 października 1918 w Catherin, Kansas, zm. 4 sierpnia 2005) – amerykański duchowny rzymskokatolicki, w latach 1959–1995 biskup ordynariusz diecezji Mendi w Papui-Nowej Gwinei.

## Życiorys
Martin Schmidt urodził się w rodzinie Raymonda i Sophii Karlin. Po ukończeniu Akademii Wojskowej św. Józefa, w Hays w stanie Kansas, w 1940 roku wstąpił do zakonu kapucynów, gdzie otrzymał imię zakonne Firmin. Święcenia kapłańskie przyjął w 1946 roku. Po święceniach kontynuował studia uzyskując doktorat z teologii. Do 1959 roku uczył w kapucyńskim college’u w Waszyngtonie. Jan XXIII mianował go prefektem apostolskim misji kapucyńskiej w Papui-Nowej Gwinei. Sześć lat później, 15 grudnia 1965 roku został konsekrowany na biskupa przez Johna Wrighta z Pittsburgha. Gdy 15 listopada 1966 roku powstała nowa Diecezja Mendi został jej pierwszym biskupem. Funkcję tę pełnił do 1995 roku, do przejścia na emeryturę. Zmarł 4 sierpnia 2005 roku w Hays w stanie Kansas.